# Doubt the Dosage
Doubt the Dosage – drugi album studyjny zespołu Addiction Crew wydany w 2001 roku przez wytwórnię Silly Productions.

## Lista utworów
1. „Doubt The Dosage” – 0:43
2. „Download” – 4:07
3. „Cold” – 3:41
4. „Dosage” – 3:36
5. „Broke” – 4:42
6. „Dust In The Tunnel” – 3:47
7. „Such A Shame” – 3:59
8. „Inside (Endoku Yaku)” (gościnnie Igor Cavalera) – 3:35
9. „Exhale” – 3:31
10. „Dead Weight” – 3:26
11. „Celebration” – 5:04
12. „Today” – 4:28

## Twórcy
- Yuri Bianchi – śpiew
- Alex Guadagnoli – gitara, śpiew
- Andrea Zanetti – gitara basowa
- Alex "Albero" Alberani – perkusja